# Ranomi Kromowidjojo
Ranomi Kromowidjojo, född 20 augusti 1990 i Sauwerd i Nederländerna, är en nederländsk simmare med surinamesiska rötter. Kromowidjojo har sammanlagt vunnit fyra OS-medaljer, ett guld vid OS i Peking 2008 samt två guld och ett silver vid OS i London 2012. Hon har specialiserat sig på frisim men utövar även ryggsim och fjärilssim. Sin första mästerskapsmedalj tog hon 2006 vid långbane-EM i Budapest då hon vann silver på 4 x 100 m frisim. Sedan dess har Kromowidjojo tagit flera medaljer i såväl EM som VM.

## Karriär
Vid Europamästerskapen i simsport 2021 tog Kromowidjojo två guld på 50 meter frisim och 50 meter fjärilsim samt två silver på 4×100 meter frisim 4×100 och 4x100 meter mixad frisim. Kromowidjojo fick ytterligare en silvermedalj då hon tävlade i försöksheaten på 4x100 meter mixad medley.